# Noordzeeziekte
De Noordzeeziekte  (ook wel Friese ziekte genoemd) is een ernstige, zeldzame aandoening waarbij patiënten last hebben van hun evenwicht in combinatie met progressieve myoclonische epilepsie (spierschokken).  Eind 2016 waren er wereldwijd ongeveer 25 patiënten met deze ziekte bekend. De ziekte is vanaf de geboorte aanwezig.

## Oorsprong
De ziekte wordt Noordzeeziekte genoemd omdat de patiënten allemaal ouders of voorouders hebben die afkomstig zijn uit landen rond de Noordzee. Het centrum lijkt hierbij te liggen in Friesland. In 2012 werden in het Universitair Medisch Centrum Groningen de eerste patiënten gediagnosticeerd. Een jaar eerder ontdekten artsen in Melbourne bij patiënten uit vijf verschillende gezinnen, die allemaal een evenwichtsstoornis hadden en ongecontroleerde bewegingen maakten, dezelfde genetische afwijking. Deze mensen waren uit Nederland, Noord-Duitsland, Denemarken en het westen van Engeland naar Australië geëmigreerd.

## Oorzaak
Noordzeeziekte wordt veroorzaakt door een afwijking in het erfelijk materiaal, het DNA. Op chromosoom 17 ligt de precieze plek van de afwijking, namelijk in het GOSR2-gen. Door een fout in dit gen wordt een bepaald eiwit niet goed aangemaakt, het zogeheten Golgi SNAP-receptorcomplex II-eiwit. Dit eiwit zorgt voor het vervoer van allerlei andere eiwitten in de cellen van het lichaam. Er is nog geen vermoeden hoe het tekort aan dit eiwit precies zorgt voor het ontstaan van de klachten.

## Erfelijkheid
De ziekte komt net zo vaak voor bij mannen als bij vrouwen. Iemand krijgt pas de ziekte wanneer op beide chromosomen 17 een afwijking in het GOSR2-gen aanwezig is. Als iemand met de Noordzeeziekte kinderen krijgt, dan hebben deze kinderen de ziekte meestal niet, maar zijn wel drager van de ziekte. De kinderen kunnen alleen de ziekte krijgen als de partner van de patiënt zelf ook de ziekte heeft, of drager is van de ziekte. De kans hierop is erg klein.

## Behandeling
Er is op dit moment geen genezing mogelijk. Een studie toont aan dat sommige patiënten kunnen profiteren van een aangepast Atkins-dieet met aanhoudende gezondheidsgerelateerde kwaliteit van levensverbetering. Niet alle patiënten gingen door met het dieet, maar niettemin kan dit worden beschouwd als een mogelijke behandeling voor deze aandoening.